# Horní Krč
Horní Krč (německy Ober-Krtsch) je bývalá ves a katastrální území Prahy; po roce 1948 byla sloučena s Dolní Krčí do k.ú. Krč. Její území se rozkládalo v severní, východní a jižní části Krče, domy převážně podél ulice Hornokrčská. V jižní části území Horní Krče se nachází bývalá ves Jalové Dvory.

## Historie
První zmínky o Krči pocházejí z počátku 13. století a původně se mělo jednat pouze o jednu ves. Při husitských válkách kolem roku 1420 se obou Krčí zmocnili pražané. Horní tvrz měl v té době v majetku kupec Antonín z Munheimu, který dodával Zikmundovu vojsku síru a sanytr. V květnu 1434 vypálili Táborité a Sirotci ves a celé její okolí, aby Pražany vylákali k boji. Ti byli v přesile a husité odtáhli k Lipanům. Počátkem 17. století patřil mezi majitele Horní Krče Leander Rüppel z Ruppachu, měšťan popravený roku 1621 na Staroměstském náměstí, který statek koupil za 1000 kop míšeňských. Plat z „krčské tvrzi pusté, dvoru a mlýna“ šel špitálu u svatého Bartoloměje.
Počátkem 20. století držela velkostatek rodina Tomášů. Roku 1900 měla Horní Krč 823 obyvatel a Jalové Dvory 152 obyvatel; obě vsi patřily do okresu Královské Vinohrady. Po připojení k Praze roku 1922 se stala částí Prahy XIV, roku 1949 připadla část k.ú. Krč v místech bývalé Horní Krče k Praze 14.

### Stavby
Na území Horní Krče bylo v době před jejím sloučením s Dolní Krčí do k.ú Krč postaveno několik zajímavých staveb.
- Horní Krč (tvrz) - lokace není známa
- Pivovar Pragovar - při křižovatce ulic Vídeňská a V Podzámčí, původní hospodářský dvůr čp. 1 a 2[2][3]
- Krčský mlýn - čp. 22, v ohybu Kunratického potoka mezi dvěma jeho rameny při rybníku, jihozápadně od hornokrčského dvora - zanikl po roce 1909[4]
- zájezdní hostinec U Labutě - u rybníka na Vídeňské silnici
- Hájovna - původní čp 61
- Masarykovy domovy (1926-1928) - ulice Vídeňská, nyní Thomayerova nemocnice
- Kaple svatého Václava (1928) - v Masarykových domovech, funkcionalistická stavba

### Přírodní památky
- rybník Labuť
- Lípa malolistá - památný strom na Vídeňské ulici
- Jilm vaz - památný strom u rybníka Labuť

### Osobnosti
S Horní Krčí jsou spojeny tyto osobnosti
- Bohumil Hošek (1910–1938) – dozorce finanční stráže a člen Stráže obrany státu (SOS)[5]